# Demo (software)
Een demo (uit het Engels) is een voorproefje op een softwarepakket waardoor deze meestal beperkt is in tijd en/of in functies. Het kan een computerspel zijn, maar ook een normaal programma waarvan een betaalde variant bestaat. Zo kan men het programma of spel uitproberen om daarna te kijken of het de aankoop waard is.

## Demoscene
Een demo kan ook een programma zijn om de vaardigheid van een individuele programmeur of programmeursgroep mee aan te tonen. In de jaren 80 en 90 bestond er een bloeiende demoscene voor computers als de Commodore 64, de Amiga en de pc's. Tegenwoordig houdt een kleine groep mensen zich hier nog mee bezig.